# تصنيف اللغات إيقاعيا
تصنيف اللغات ايقاعيا هو فرع من فروع التصنيف اللساني أو اللغوي، الذي يتعامل مع تصنيف اللغات وفقا لإيقاعها، أي مجموع الخصائص الإيقاعية للتعبير، وخاصة في توزيع المقاطع في خلال الوقت .
في جميع اللغات، إن إصدار الكلام مبني على سلسلة من وحدات الصوت، بعض منها يلعب دورا مؤثرا في إيقاع الجمل من خلال التكرار.
و بصورة مبسطة، يمكن القول أن هناك وضعين رئيسيين لتخصيص وحدات الوقت للكلمات (أو نبضات).
ويعتمد الوضع الأول على النبر والثاني على المقطع اللفظي.